# Râul Scărița, Gilort
Râul Scărița este un curs de apă, afluent al râului Gilort. 

## Hărți
- Harta Munților Parâng [nefuncțională – arhivă]